# André Duchscher

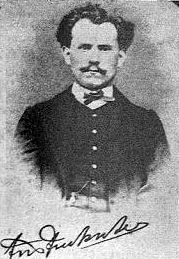
Andrè Duchscher, 1870

André Duchscher (* 15. Oktober 1840 in Esch-Sauer, Luxemburg; † 17. Januar 1911 in Wecker) war ein Autor von Kaméidistécker und Iechternacher Mondaart sowie ein sozialdenkender Industrieller.

## Leben
Nach dem Besuch der Volksschule in Echternach besuchte er dort ebenfalls auch von 1852 bis 1854 das Gymnasium École moyenne et industrielle, wo er besonders im Französisch- sowie Deutschunterricht auf sich aufmerksam machte. Mit knapp über vierzehn Jahren fing er als Lehrling im Atelier seines Vaters, wo er nebenbei in Abendkursen das Zeichnen erlernte.
Als Zwanzigjähriger zog er nach Paris, wo er aufgrund seiner soliden Kenntnisse als Schlossermechaniker keine Probleme hatte, dort Arbeit zu finden. Dort arbeitete er in fünf verschiedenen Werkstätten, während er sich durch den Besuch von Konferenzen und Abendkursen weiterbildete. Durch den Besuch von Theateraufführungen konnte er sich sowohl kulturell als auch sprachlich weiterentwickeln. Dadurch entdeckte er auch die Liebe zur darstellenden Kunst. Im November 1862 zog er zurück nach Echternach.

### Autor von Kaméidistécker
- Von 1862 bis 1863 schrieb André Duchscher seinen ersten Kaméidistécker in drei Akten:
  - E Schurk
  - d'Brandbrei'f oader d'Gelehenhät micht den De'if. Das Stück kam unter dem Pseudonym Th. Ed. Felix heraus. Karl Hermann (alias C. M. Spoo) hat die Musik für die einzelnen Lieder aus dem Stück arrangiert.

- 1894 De blo'e Mondig oader Wen hoat d'Box. Lostspil mat Gesank ann äm Akt. Fir d'ischt Mol opgefou'ert durch den Eechdernoacher Turnverein am Fre'ijo'er 1868. Eechdernoacher Theatersteker 3. Die Musik ist von Laurent Menager.
  - Den Handstra'ich oader d'Bloum a'us dem Rusendhal. Lostspil mat Gesank ann äm Akt. Musék vum Carl Hermann. Eechdernoacherdäitsch Theatersteker 2
  - Den Handweerksmaan am Sträit fir d'deglich Brut. Kome'die'istek mat Gesank ann dräi Akten. Eechdernoacher Theatersteker 1
- 1896 Rekes III, Burgermäster voan Howelek. Schauspil an dräi Akten. Eechdernoacherdäitsch Theatersteker 4
- 1899 Franz Pinell. Drama a' fenf Akten. Eechdernoacherdäitsch Theatersteker 5
  - Franz Pinell - Drama a 'fenf Akten. Vorgestellt und kommentiert von Claude D. Conter - Luxemburgisches Literaturarchiv, Bibliothek Luxemburg Nr. 18, 2012. ISBN 978-2-919903-97-9
- 1905 D'Villa Fina. Kome'die'stek an dräi Akten. Der "Union dramatique" zu Letzeburg an Dankbarkät gewidemt. D'Stek spillt zu Letzeburg 1902-1903. Eechdernoacherdäitsch Theatersteker 6
- 1907 De Fenstermaates. Volksstek an dräi Akten. D'Stek spillt an em Dorf op d'r Sauer, am virigen Jo'erhonnert. Theatersteker an eechdernoacher Monndoart 7
- 1908 D'n dawe Jang. Lostspill an zwin Akten. Theatersteker an eechdernoacher Monndoart 8
- 1910 D'Martlenger. Familgenhader an dräi Akten. Theatersteker an eechdernoacher Monndoart 9

Ab 1895 war er Mitglied der Section Historique vum Institut Grand-Ducal und ab 1903 ebenfalls von der Commission du Dictionnaire luxembourgeois.

### Berufliche Karriere
Seine Freundschaft mit Nicolas Steffen (alias N. S. Pierret) hatte ihm beruflich geholfen. Durch Steffen, welcher bei der Compagnie des chemins de fer de l’Est beschäftigt war, bekam Duchscher im April 1866 einen Platz als Schlosser. Aufgrund seiner guten Ausbildung machte er schnell Fortschritte und wurde im November 1868 Leiter der Telegrafenleitungen in Luxemburg und Spa. Drei Jahre später, im Dezember 1871, ist er zum Contrôleur des Télégraphes aufgestiegen. Es kam jedoch zum Streit zwischen ihm und der Kaiserlichen Betriebsinspektion, welcher dazu führte, dass er im April 1873 kündigte.

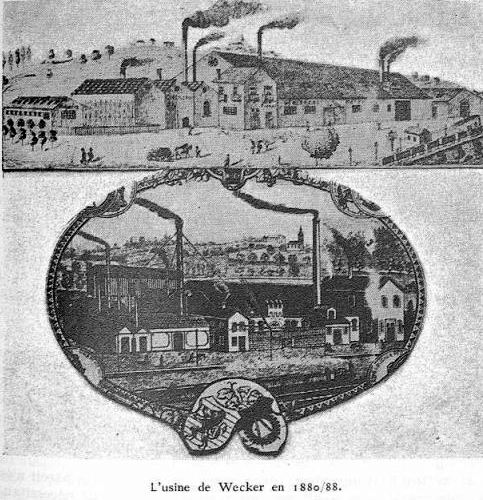
Die Fabrik in Wecker um 1880 / 1888

 Duchscher hatte schon lange an seiner Selbstständigkeit gearbeitet und im Jahre 1873, gemeinsam mit C. M. Spoo, eine Fabrik für landwirtschaftliche Maschinen in Wecker gegründet, welche später Usines de Wecker hieß. Mit seinem Bruder Pierre gründete er am 4. Januar 1874 die Firma Duchscher frères et Spoo. An diesem Tag hat die Firma Pierre Duchschers Werkstatt übernommen, welche auf Schlösser und elektrische Geräte spezialisiert war. Bereits von Anfang an hatte die Eisengießerei in Wecker zur vollsten Zufriedenheit funktioniert. Die Filiale in Metz konnte jedoch nur aufgrund der finanziellen Hilfen aus Wecker funktionieren. 1882 wurde sie liquidiert.
Unter der Leitung von Spoo wurde Pierre Duchscher Geschäftsführer einer neuen Firma in Esch an der Alzette. 1886 wurde auch die Niederlassung in Esch liquidiert. 1888 trennten sich André Duchscher und C. M. Spoo. Duchscher wurde alleiniger Eigentümer der Fabrik in Wecker und Spoo übernahm die Werkstätten in Esch.
Dank Duchschers Genie hatte die Fabrik in Wecker bis 1906 bereits 28 Patente und 24 Verbesserungen zum Patent angemeldet. Das erfolgreichste Patent war die Erfindung einer Obst- und Traubenpresse mit Differenzialhebel, die das mühsame Pressen von Früchten revolutionierte.

### Soziales Engagement
Schon kurz nach der Gründung der Wecker-Werke regelte ein Statut die Rechte und Pflichten seiner Arbeiter: Es befasste sich unter anderem mit der Unfallverhütung, die Arbeitszeit wurde auf 11 Stunden pro Tag festgelegt, Überstunden wurden bezahlt und den Lehrlingen wurde das Rauchen verboten. 1875 gründete er eine Arbeitersparkasse, 1885 eine Unfallversicherung, 1892 eine Krankenversicherung und eine Handwerksschule; diese war für die Lehrlinge aus dem Werk verpflichtend. Sie wurden unterrichtet – Zeichnen, Schreiben, Lesen und Rechnen – ohne etwas bezahlen zu müssen. 1898 wurde auch noch ein Invalidenfonds eingerichtet.
Außerdem gründete er 1891 ein Orchester für die Mitarbeiter seiner Fabrik.
Nachdem Duchscher seinen Mitarbeitern ab 1886 freie Baustellen angeboten hatte, damit sie dort ein Wohnhaus bauen konnten, wurden ab 1890 Arbeiterhäuser von der Fabrik selbst gebaut.

### Politik
Von dem Moment an, als Duchscher sich in Wecker niederließ, interessierte er sich für kommunale Angelegenheiten. 1875 wurde er Präsident der Feuerwehr Biwer. Ab 1886 war er Berater im Stadtrat von Biwer, ab 1888 Stadtrat und ab 1897 Bürgermeister.
Besondere Anliegen waren ihm, die verschiedenen Ortschaften der Gemeinde zu sanieren und zu verschönern, einen neuen Friedhof in Biwer und eine neue Wasserleitung zu bauen. Er kümmerte sich auch um das Schulsystem und plante eine neue Schule am Bahnhof Wecker.
Auch sprach er sich für eine Omnibusverbindung zwischen Grevenmacher und Echternach sowie eine Verbesserung der Zugverbindungen aus. Durch sein Einwirken wurden im Postamt in Wecker ein Telegrafendienst und ein Sparkassenbüro eröffnet.
1899 kandidierte Duchscher für die Abgeordnetenkammer, wurde aber nicht gewählt, auch weil die Kirche gegen ihn war, weil er schon länger Mitglied der Loge (Freimaurer) war.
1900 wurde Duchscher Mitglied der Handelskammer und war fortan mit zahlreichen Stellungnahmen zu verschiedenen wirtschaftlichen und gesellschaftlichen Themen maßgeblich beteiligt. Er war auch Mitglied anderer öffentlicher, beruflicher, philanthropischer, künstlerischer und literarischer Vereinigungen und wurde für seine Verdienste ausgezeichnet (siehe unten).

## Nachkommen
Aus seiner ersten Ehe mit Madeleine Adelaïde (Angèle) Huguet stammen Maurice Bernard und Marie. Aus seiner zweiten Ehe mit Catherine Joséphine Hosp stammen Marthe, Claire, Maximilien (Max) und André.

## Auszeichnungen
- Ritter vom Orden der Eichenkrone (Promotion 1894)
- Orden Leopolds II., am 26. September 1906

## Nach ihm benannt
In Erinnerung an André Duchscher und seine Verdienste sind einige Straßen nach ihm benannt: in Echternach, Sandweiler, in  Luxemburg, in Oberkorn, Wasserbillig und Wecker.

## André-Duchscher-Haus
Das André Duchscher-Haus in Echternach, in dem André Duchscher seine Kindheit und Jugend verbrachte, wurde Anfang 2016 abgerissen.